# Библиотека инструментов
Библиотека инструментов — это разновидность библиотеки вещей. 

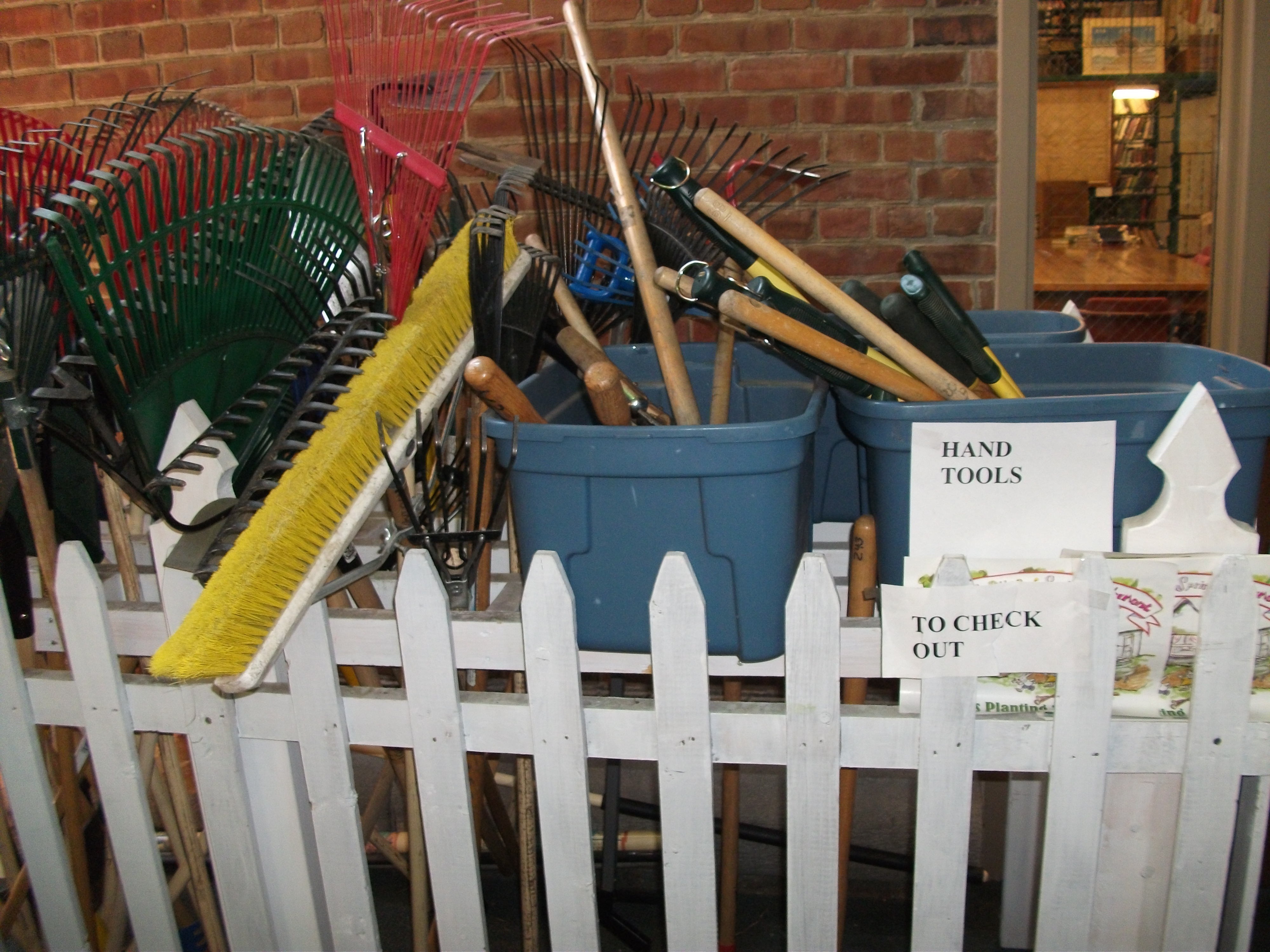
Инструменты доступные в бесплатной библиотеке Флетчера, Берлингтон (Вермонт), США.

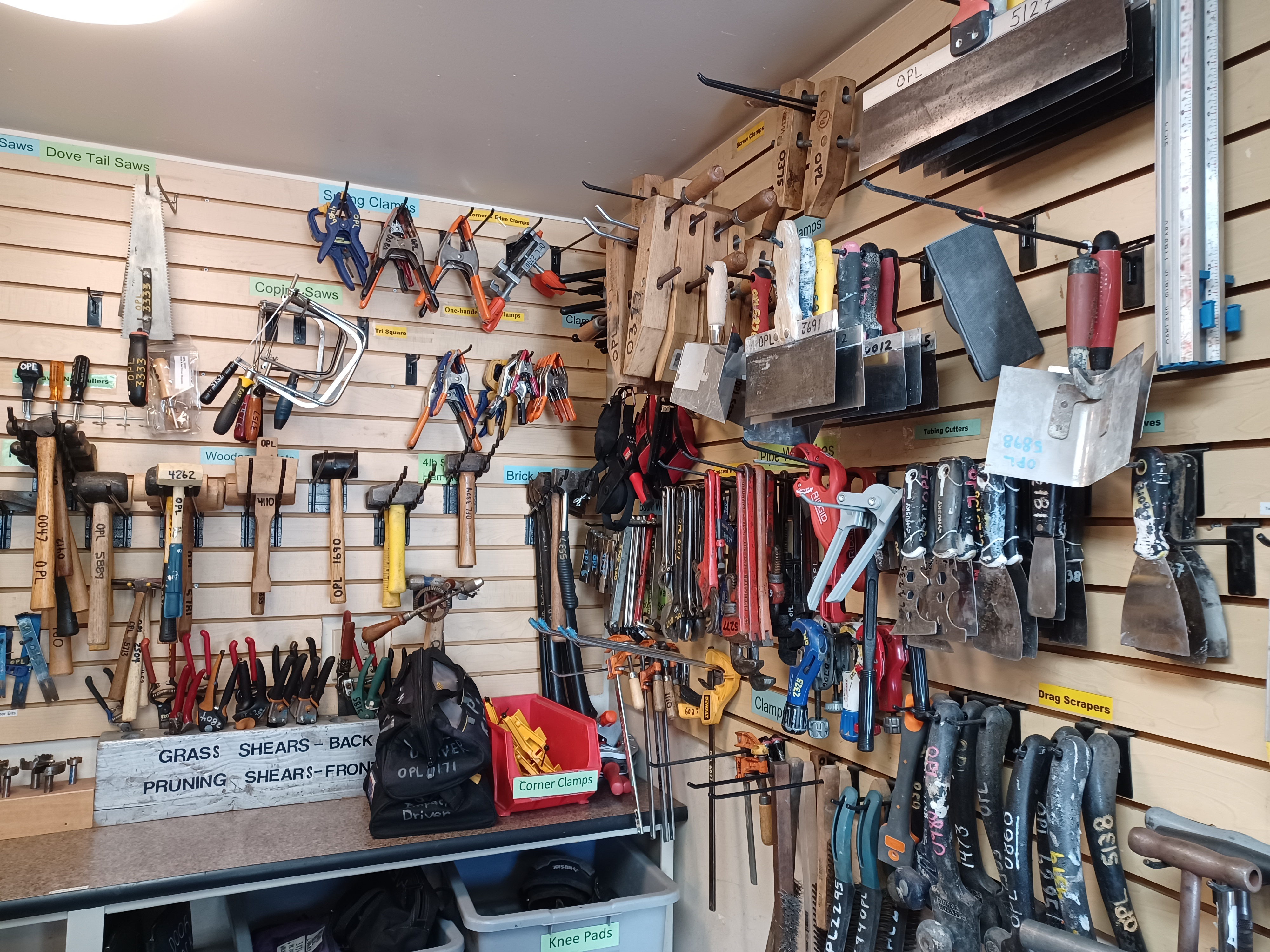
Инструменты доступные в Оклендской библиотеке инструментов

Библиотеки инструментов позволяют посетителям брать или брать напрокат инструменты, оборудование и учебные материалы, функционируя либо как пункт проката с оплатой заимствования инструментов, либо, что чаще всего, бесплатно в качестве формы обмена внутри сообщества. 
Библиотека инструментов выполняет следующие основные задачи:
- Выдача в пользование:  все виды инструментов для использования в волонтерских проектах, проектах по обслуживанию и благоустройству помещений, общественных мероприятиях по благоустройству и специальных мероприятиях.
- Защита имущества: работа, направленная на полный и своевременный возврат всех заимствованных инструментов, чтобы гарантировать долгосрочную устойчивость имеющегося набора инвентаря. Персонал также требует компенсации за утраченные инструменты и инструменты, возвращенные с опозданием.
- Техническое обслуживание: выполнение планового технического обслуживания и ремонта всего оборудования для обеспечения хорошего состояния и продления срока службы инвентаря. Эту функцию обычно выполняют волонтеры и работники общественных служб.
- Образование: Некоторые библиотеки инструментов также предоставляют образовательные материалы, содержат учебные классы и т.д. Ванкуверская библиотека инструментов и центр общественного доступа (VTLCAC) в Ванкувере, штат Вашингтон, предлагает индивидуальную поддержку проектов и занятия по деревообработке и базовому обслуживанию автомобилей[2].

## История
Первая известная библиотека инструментов была открыта Ротари-клубом Гросс-Пойнт в Гросс-Пойнте, штат Мичиган, в 1943 году.
Еще одна ранняя библиотека инструментов находилась в Колумбусе, штат Огайо, и была открыта в 1976 году. Первоначально находившаяся в ведении города библиотека инструментов теперь управляется ModCon Living, некоммерческой организацией, которая работает над сохранением и возрождением домов и сообществ в Центральном Огайо. Библиотека инструментов ModCon Living Tool предоставляет более 4500 бесплатных инструментов как для частных лиц, так и для некоммерческих организаций. Эта библиотека инструментов была среди тех учреждений, которые можно было бы считать первым поколением библиотек инструментов, включая библиотеку инструментов Phinney в 1978 году и библиотеку инструментов Беркли в 1979 году. Большинство из них были основаны в конце 70-х или начале 80-х годов. Многие из этих библиотек были основаны на гранты сообществ. Библиотека инструментов существует в Атланте, штат Джорджия. В Atlanta Community ToolBank инструменты зарезервированы для использования только некоммерческими и другими общественными организациями, которые выполняют проекты по обслуживанию объектов и волонтеров. Инвентарь инструментов ToolBank недоступен для частных лиц.
В 2009 году сообщество Западного Сиэтла в Вашингтоне открыло Библиотеку инструментов Западного Сиэтла, которая предоставляет широкий спектр инструментов и ресурсов для отдельных лиц и организаций, а также специально поощряет устойчивую городскую жизнь. В 2011 году журнал Популярная механика признал «Создание локальной библиотеки инструментов» одним из десяти лучших способов изменить мир, выделив при этом библиотеку инструментов West Seattle.
В ответ на это признание «Share Starter» начал предлагать бесплатный «Стартовый комплект библиотеки инструментов» любому сообществу, заинтересованному в создании собственной библиотеки инструментов. В комплект входят инструкции по запуску, ответы на часто задаваемые вопросы и образцы документов. Кроме того, Центр новой американской мечты опубликовал вебинар, в котором были представлены идеи из нескольких библиотек инструментов о том, как начать работу.
Учитывая их растущую популярность и проверенную историю успеха, библиотеки инструментов и банки инструментов в настоящее время играют важную роль в экономике совместного использования, и их можно найти, например, в местных публичных библиотеках и мастерских. Существуют программные платформы для управления инструментальными и другими типами библиотек вещей.
Библиотеки инструментов также существуют за пределами Соединенных Штатов, несколько из них находятся в Великобритании, например, в Эдинбурге, Глазго и Ливерпуле.